# روابط تجاری ایران و چین
روابط تجاری ایران و چین در سال های اخیر به دلیل همکاری های اقتصادی، انرژی و استراتژیک گسترش یافته است. چین به‌عنوان بزرگ‌ترین شریک تجاری ایران ، سالانه میلیاردها دلار تجارت دوجانبه، عمدتاً از طریق صادرات نفت ایران و کالاهای ساخت چین انجام می‌دهد. علیرغم تحریم های بین المللی، چین تعامل اقتصادی با ایران را حفظ کرده است و اغلب از مکانیسم های مالی جایگزین برای دور زدن محدودیت ها استفاده می کند. سرمایه‌گذاری‌های چینی در بخش‌های مختلفی از جمله زیرساخت‌ها، حمل‌ونقل، انرژی و دفاع و همچنین برنامه هسته‌ای ایران انجام می‌شود.

## تاریخچه زمان مدرن
در دوران جنگ سرد ، ایران و چین روابط تجاری غیررسمی داشتند که به تدریج گسترش یافت. در دهه ۱۹۸۰، حجم تجارت آنها به ۱.۶۳ میلیارد دلار رسید و تا سال ۱۳۸۵ به ۱۵ میلیارد دلار افزایش یافت. در سال ۱۳۸۰، تجارت بین دو کشور به ۳.۳ میلیارد دلار رسید،  که تا سال ۱۳۸۴ به ۹.۲ میلیارد دلار افزایش یافت. 
تا سال ۱۳۸۴، چین ۸.۳ درصد از کل واردات ایران را تامین می‌کرد و پس از آلمان ، دومین صادرکننده بزرگ ایران بود. بین سال‌های ۱۳۷۹ و ۱۳۸۴، واردات ایران از چین ۳۶۰ درصد افزایش یافت و چین ۹.۵ درصد از کل واردات ایران را به خود اختصاص داد.  طبق سیاست خاورمیانه، این گسترش سریع به بازسازی اقتصادی چین در سال ۱۳۶۷ نسبت داده شد که هجوم بیشتر محصولات چینی به بازارهای ایران را تسهیل کرد. 

## سرمایه‌گذاری‌های چین در ایران
چین سرمایه گذاری زیادی در پروژه های زیرساختی کلیدی در ایران انجام داد. شرکت‌های چینی در سیستم متروی تهران ، سدسازی ، شیلات و کارخانه‌های سیمان مشارکت داشتند.   در همین حال، ایران مواد معدنی ضروری از جمله زغال سنگ ، روی ، سرب و مس را به چین عرضه کرد.  تجارت همچنین به تولید برق ، معدن ، تجهیزات حمل و نقل ، اسلحه ، الکترونیک، قطعات خودرو و کالاهای مصرفی گسترش یافت و محصولات و وسایل نقلیه ساخت چین به طور فزاینده ای در ایران رواج یافت. 

## رشد تجارت دوجانبه
تا سال ۱۳۹۰ تجارت ایران و چین به ۴۵ میلیارد دلار رسید.  امیر مقدم رئیس سازمان منطقه آزاد چابهار در دی ماه ۱۳۹۲ از راه اندازی اولین مسیر مستقیم کشتیرانی از چین به ایران خبر داد. پیش از این محموله های چینی به بندرعباس حمل و سپس از طریق شناورهای کوچکتر به چابهار منتقل می شد. مسیر مستقیم جدید زمان حمل و نقل را ۱۰ روز کاهش داد و هزینه های بارگیری و تخلیه را ۴۰۰ دلار برای هر کانتینر کاهش داد. 
تا سال ۱۴۰۱، صادرات ایران به چین بالغ بر ۴.۵۹ میلیارد دلار بود که عمدتاً شامل موارد زیر بود: 
- سنگ معدن ، سرباره و خاکستر (۲۹.۵%)،
- پلاستیک و محصولات فولادی / آهن (۲۷.۵%)،
- مواد شیمیایی آلی (۱۵.۹%).

این در حالی است که صادرات چین به ایران به ۱۰ میلیارد دلار رسید که دسته بندی اصلی آن عبارتند از: 
- ماشین آلات، لوازم مکانیکی و قطعات (۲۲.۴%)،
- ماشین آلات برقی و الکترونیک (۱۵.۵%)،
- خودرو ، تراکتور و کامیون (۲۴.۹%).

## تجارت در میان تحریم های بین المللی
چین نقش کلیدی در کمک به ایران برای دور زدن تحریم های بین المللی ایفا کرده است، به ویژه از طریق شبکه های پیچیده ای که واردات نفت ایران را تسهیل می کند. طبق گزارش‌ها، از ابتدای دولت بایدن ، چین علیرغم محدودیت‌های مستمر غرب، ایران را قادر به کسب درآمد حدود ۲۲ میلیارد دلاری از فروش نفت کرده است. 

### مکانیسم های فرار

#### مخازن تصفیه چای
فرار چین و ایران از تحریم ها تا حدی از طریق پالایشگاه های کوچک و نیمه مستقل چینی موسوم به "قوری" انجام می شود. این پالایشگاه ها نزدیک به ۹۰ درصد از صادرات نفت ایران را تشکیل می دهند، زیرا شرکت های دولتی بزرگ تر مبادلات خود را با ایران به دلیل ترس از تحریم های ثانویه کاهش داده اند. پالایشگاه‌های قوری، نفت خام ایران را با تخفیف‌های قابل‌توجهی خریداری می‌کنند و اغلب آن را به عنوان منشأ آن از کشورهای دیگر، مانند مالزی یا امارات متحده عربی (امارات متحده عربی) تغییر نام می‌دهند تا مبدأ واقعی آن را پنهان کنند. این استراتژی به محافظت از شرکت‌های بزرگ چینی در برابر تحریم‌های احتمالی و بررسی دقیق مقامات غربی کمک می‌کند.  

#### تانکرهای ناوگان تاریک
استراتژی فرار از تحریم ایران شامل تانکرهای « ناوگان تاریک » است که برای جلوگیری از شناسایی بدون فرستنده کار می کنند. این کشتی‌ها نفت ایران را مستقیماً به چین منتقل می‌کنند، جایی که پرداخت‌ها معمولاً به رنمینبی از طریق بانک‌های کوچک‌تر انجام می‌شود که نظارت بین‌المللی کمتری را توسط مجریان غربی جلب می‌کنند.  

#### تاثیر اقتصادی
تعمیق روابط مالی بین چین و ایران علیرغم تشدید تحریم های آمریکا به پایداری اقتصاد ایران کمک کرده است. گزارش های جمع آوری شده توسط شورای آتلانتیک نشان می دهد که تقریباً 91 درصد از صادرات نفت ایران در حال حاضر به چین سرازیر می شود. بازار جایگزین ایجاد شده توسط چین برای نفت تحریم شده به هر دو کشور این امکان را می دهد که علیرغم محدودیت ها به تجارت خود ادامه دهند و در نتیجه تاثیر مورد نظر تحریم های بین المللی را کاهش دهند.  

#### تحولات اخیر
داده‌های ردیابی نشان می‌دهد که بنادر چین، مانند دانگیینگ ، به قطب‌های کلیدی برای دریافت نفت تحریم‌شده از ایران و روسیه تبدیل شده‌اند.   قانونگذاران آمریکایی نگرانی‌هایی را درباره شرکت‌های دولتی چین که ادعا می‌شود به بخش انرژی ایران کمک می‌کنند، ابراز کرده‌اند. 

### ایران، چین و صنعت تسلیحات ایران

#### ۱۳۶۰ - ۱۳۷۰
در این دوره، چین یکی از تامین کنندگان عمده تسلیحات به ایران بود و تسلیحات منشأ شوروی یا مهندسی معکوس، از جمله تانک، موشک، هواپیماهای جنگنده و کشتی های نیروی دریایی را فراهم می کرد. علاوه بر این، چین در ایجاد تأسیسات تولید محلی برای موشک‌های کروز، توپخانه و سایر سامانه‌های دفاعی کمک کرد. چین همچنین با انتقال فناوری های حیاتی و تخصص علمی به برنامه های هسته ای، شیمیایی و موشکی ایران کمک کرد.   

#### توسعه موشکی
به گفته بیتس، چین نقش مهمی در توسعه توانمندی های تولید موشک های بومی ایران ایفا کرد. نکته قابل توجه، کمک چین شامل اصلاحات در سیستم های موشکی مانند کرم ابریشم HY-2، و همچنین انتقال نقشه ها، فناوری های دو منظوره و تخصص فنی بود. 

#### کاهش در تجارت اسلحه
چین در سال ۱۳۸۴ امضای قراردادهای جدید صادرات تسلیحات با ایران را متوقف کرد که با تحریم های بین المللی و حمایت از قطعنامه های شورای امنیت سازمان ملل متحد علیه ایران همسو شد. در حالی که تحویل از قراردادهای قبلی تا سال ۱۳۹۴ ادامه داشت، از آن زمان تاکنون هیچ فروش قابل توجهی تسلیحات گزارش نشده است.  

#### تغییر مسیر ایران به سمت تولید داخلی
به دنبال کاهش صادرات تسلیحات چین، ایران برای تامین نیازهای دفاعی خود به تولید داخلی و واردات روسیه روی آورد. اگرچه چین همچنان تامین کننده بالقوه مواد استراتژیک است، اما نقش مستقیم این کشور در موجودی تسلیحات متعارف ایران به میزان قابل توجهی کاهش یافته است.  

#### مواد با کاربرد دوگانه
سی ان ان گزارش داد که با کاهش فروش مستقیم تسلیحات، چین همچنان به تامین مواد با کاربرد دوگانه به ایران ادامه می دهد که ممکن است از برنامه های نظامی این کشور حمایت کند. به عنوان مثال، گزارش‌ها حاکی از آن است که محموله‌های اخیر پرکلرات سدیم از چین به عنوان سوخت موشک‌های بالستیک ایران استفاده می‌شود. 

#### اجزای هواپیماهای بدون سرنشین
گزارش ها حاکی از آن است که قطعات ساخت چین در پهپادهای ایرانی مورد استفاده در درگیری ها از جمله جنگ روسیه و اوکراین یافت شده است. 

#### همکاری استراتژیک
در سال ۱۴۰۰، ایران و چین یک قرارداد استراتژیک ۲۵ ساله امضا کردند که شامل مفاد همکاری دفاعی است. در حالی که این پیمان سرمایه گذاری مشترک در فناوری و آموزش نظامی را پیش بینی می کند، نشان دهنده بازگشت به انتقال تسلیحات در مقیاس بزرگ نیست. 

### همکاری تاریخی

#### دهه ۱۳۶۰-۱۳۷۰
در این دوره، چین یک شریک کلیدی در توسعه هسته ای ایران بود. این شرکت در ساخت رآکتورهای تحقیقاتی کمک کرد، هگزا فلوراید اورانیوم را برای غنی‌سازی تامین کرد و به ساخت تأسیساتی مانند کارخانه غنی‌سازی اورانیوم در نزدیکی اصفهان کمک کرد. دو پروتکل همکاری هسته ای در سال های ۱۳۶۴ و ۱۳۶۹ امضا شد.   

#### قراردادهای پنهان
در سال ۱۳۶۹، یک توافقنامه هسته ای پنهان بین چین و ایران فاش شد و پس از آن توافق نامه همکاری هسته ای گسترده تری در سال ۱۳۷۱ امضا شد. علیرغم مخالفت‌های ایالات متحده، این توافق‌ها ادامه یافت و نگرانی‌هایی را در مورد توسعه احتمالی هسته‌ای مرتبط با تسلیحات ایجاد کرد.  

#### تغییر در سیاست
تا سال ۱۳۷۶، تحت فشار ایالات متحده، چین کمک های مستقیم هسته ای به ایران را متوقف کرد. این شامل توقف فروش راکتورهای هسته ای و فناوری غنی سازی بود. با این حال، گزارش ها نشان می دهد که حمایت غیرمستقیم از طریق فناوری های دو منظوره و انتقال تخصص ادامه یافته است.  

#### میانجیگری و پشتیبانی
به گفته میلافایزا، چین نقش مهمی در مذاکرات منتهی به برنامه جامع اقدام مشترک (برجام) در سال ۱۳۹۴ ایفا کرد. این کشور از حق ایران برای غنی‌سازی صلح‌آمیز هسته‌ای تحت مفاد آژانس بین‌المللی انرژی اتمی (IAEA) حمایت کرد و در عین حال از یک راه‌حل دیپلماتیک حمایت کرد. 

#### کمک فنی
به عنوان بخشی از چارچوب برجام، چین موافقت کرد به نوسازی رآکتور آب سنگین اراک ایران کمک کند. به گفته میلافایزا، این همکاری با هدف کاهش پتانسیل راکتور برای تولید پلوتونیوم با درجه تسلیحاتی و تضمین عملکرد آن در راستای اهداف صلح آمیز هسته ای انجام شد. 

#### پشتیبانی از احیای برجام
از زمان خروج آمریکا از برجام در سال ۱۳۹۷، چین خواستار احیای آن شده است. این کشور با تحریم های یکجانبه علیه ایران مخالفت کرده و خواستار دیپلماسی به عنوان ابزار اصلی برای حل و فصل اختلافات هسته ای شده است.  